# ウィリアム・フート・ホワイト
ウィリアム・フート・ホワイト（英語: William Foote Whyte、1914年6月27日 - 2000年7月16日）は、アメリカ合衆国の社会学者。

## 経歴
上中流階級の家庭に生まれ、経済や社会改革に関心を持った。スワースモア大学を卒業し、シカゴ大学大学院の博士課程に進学。その後、オクラホマ大学で教鞭を執ったが、1943年にポリオを発症し、2年間療養生活を送った。1944年、一時シカゴ大学に戻ったが、1948年からコーネル大学のニューヨーク州産業労働関係学部(The New York State School of Industrial and Labor Relations)で教鞭を執った。

## 研究内容・業績
ボストンのイタリア人コミュニティでの参与観察を元に著した『ストリート・コーナー・ソサエティ』（1943年）は、都市社会学におけるエスノグラフィの古典的名著であり、ホワイトをこの分野のパイオニアにした。

## 著作
- Pattern for industrial peace.  Harper & Bros., 1951.

『労使が手を握り合うまで : 産業平和の典型』石田磯次訳, 日刊労働通信社 1959年
- Man and organization: three problems in human relations in industry.  Homewood, Ill.: R. D. Irwin, 1959.

『人間と組織 : 産業における人間関係の三つの問題』桜井信行訳, ダイヤモンド 1961年
- Making Mondragon: the growth and dynamics of the worker cooperative complex.  ILR Press, 1988.

『モンドラゴンの創造と展開：スペインの協同組合コミュニティー』キャサリン・ホワイトと共著, 佐藤誠・石塚秀雄・中川雄一郎訳, 日本経済評論社 1991年
- Street Corner Society The University of Chicago Press, 1993.

『ストリート・コーナー・ソサエティ』奥田道大・有里典三訳有斐閣 2000年